# Сазыкин, Леонид Иосифович
Сазыкин Леонид Иосифович (04.07.1922, Пензенская обл., Мокшанский р-н, с. Фатиевка — 19.01.1944, Ленинград) — советский лётчик-истребитель, совершивший огненный таран, участник Великой Отечественной войны.

## Биография
Родился в селе Фатиевка в 1922 году. В 1941 году добровольцем ушел на фронт. В звание младшего лейтенанта в советской армии вступил 16 июля 1943 года. В качестве летчика воевал в составе 191 иап на Ленинградском фронте. На момент 1944 года совершил 46 боевых вылетов. Управлял самолетом «Киттихаук». Сопровождал штурмовиков, проводил штурмовку противника. 19 января 1944 года во время штурмовки противника с высоты в 25 м был сбит малокалиберной зенитной артиллерией. Горящий самолет врезался в траншею противника, летчик погиб. Похоронен в Ленинградской области на кладбище Парголово-2. Награжден посмертно.

## Награды
- Орден Отечественной войны I степени
- Медаль «За оборону Ленинграда»